# تلبية القيود
تلبية القيود في الذكاء الاصطناعي وبحوث العمليات هي عملية إيجاد حل من خلال مجموعة من القيود التي تفرض شروطًا يجب أن تلبيها المتغيرات. ولذلك فإن الحل هو تعيين القيم للمتغيرات التي تلبي جميع القيود — أي نقطة في المنطقة الممكنة.